# Roghudi
Roghudi (Ρηχούδι, Richùdi o Rigùdi in greco-calabro) è un comune italiano di 920 abitanti della città metropolitana di Reggio Calabria in Calabria.

## Geografia fisica

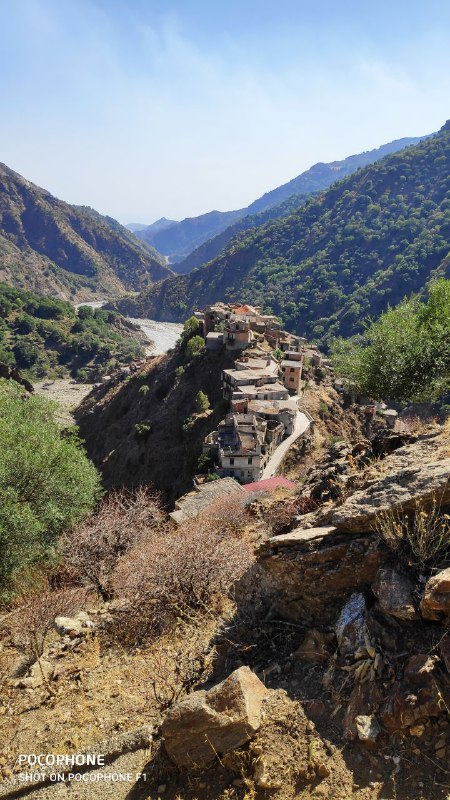
Roghudi Vecchio (agosto 2020)

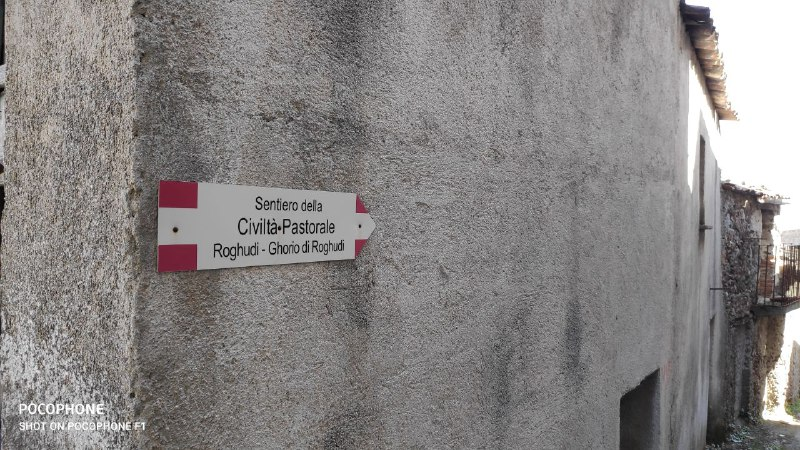
Sentiero della civiltà pastorale Roghudi - Ghorio di Roghudi 2020

La caratteristica principale del comune di Roghudi è quella di essere suddiviso in due differenti porzioni non confinanti poste a grande distanza l'una dall'altra (circa 40 km). La prima di esse è posta nelle vicinanze di Melito di Porto Salvo, del cui territorio comunale costituisce un'enclave, contenente l'attuale sede comunale e l'abitato di Roghudi Nuovo; la seconda è posta all'interno, sulle pendici meridionali dell'Aspromonte, nella quale si trova il borgo, ormai abbandonato, di Roghudi Vecchio (a poca distanza da quest'ultimo vi è anche la frazione Ghorìo di Roghudi, a sua volta disabitata).

## Origini del nome
Il toponimo, come altri in Calabria, potrebbe derivare da lingue del Vicino Oriente, portate nell'estrema penisola italiana durante il III millennio avanti Cristo. Roghudi avrebbe la sua radice nell'amarico ruha (respiro, vento) seguita da un suffisso indicativo di località (-adi). "Ruhadi", descrittivo di un luogo molto ventoso, come è in realtà.
Appartenendo all'area grecofona, il nome potrebbe più probabilmente derivare dal greco rhogodes ("pieno di crepacci") o da rhekhodes ("aspro").

## Storia
La parte di Roghudi Vecchio, abitata sin dal 1050 e facente parte di un'area grecanica, fu dichiarata totalmente inagibile a seguito delle due fortissime alluvioni avvenute nell'ottobre 1971 e nel gennaio 1973. La popolazione di Roghudi fu distribuita nei paesi limitrofi. Dopo diciotto anni, nel 1988, nasce la nuova Roghudi in prossimità della costa ionica alla periferia occidentale di Melito di Porto Salvo.

### Simboli
Lo stemma e il gonfalone del Comune di Roghudi sono stati concessi con il decreto del presidente della Repubblica del 17 maggio 1986.
Sullo sfondo rosso dello stemma comunale è rappresentata una pecora d'argento, passante su una pianura di verde e accompagnata in capo da due spighe di grano d'oro, decussate. Il gonfalone è un drappo di giallo.

## Società

### Evoluzione demografica
Abitanti censiti

### Etnie e minoranze straniere
Secondo i dati ISTAT al 31 dicembre 2015 la popolazione straniera residente era di 154 persone. Le nazionalità maggiormente rappresentate in base alla loro percentuale sul totale della popolazione residente erano:
- Marocco, 72 (6,52%);
- India, 43 (3,89%);
- Romania, 25 (2,26%).

## Cultura
Nel comune è presente un istituto comprensivo con scuola dell'infanzia e scuola primaria.

## Amministrazione
| Periodo          | Periodo          | Primo cittadino            | Partito                     | Carica                    | Note          |
| ---------------- | ---------------- | -------------------------- | --------------------------- | ------------------------- | ------------- |
| 24 giugno 1988   | 5 novembre 1991  | Sebastiano Zavettieri      | Partito Socialista Italiano | Sindaco                   | [ 10 ]        |
| 5 novembre 1991  | 25 giugno 1992   | Giuseppe Putortì           |                             | Commissario straordinario | [ 11 ]        |
| 26 giugno 1992   | 28 luglio 1993   | Domenico Stelitano         | Partito Socialista Italiano | Sindaco                   | [ 12 ] [ 13 ] |
| 4 ottobre 1993   | 16 gennaio 1995  | Domenico Tripodi           | Partito Socialista Italiano | Sindaco                   | [ 14 ]        |
| 16 gennaio 1995  | 27 marzo 1995    | Martino Mendolia Musolino  |                             | Commissari straordinari   | [ 15 ]        |
| 27 marzo 1995    | 26 aprile 1997   | Festa Martino Mendolia     |                             | Commissari straordinari   | [ 16 ]        |
| 28 aprile 1997   | 17 novembre 1997 | Demetrio Martino           |                             | Commissario prefettizio   | [ 17 ]        |
| 17 novembre 1997 | 24 maggio 1998   | Demetrio Martino           |                             | Commissario prefettizio   | [ 18 ]        |
| 25 maggio 1998   | 30 novembre 1998 | Paolo Morisani             |                             | Commissario prefettizio   | [ 19 ]        |
| 30 novembre 1998 | 13 giugno 1999   | Paolo Morisani             |                             | Commissario prefettizio   | [ 20 ]        |
| 14 giugno 1999   | 16 aprile 2000   | Paolo Morisani             |                             | Commissario prefettizio   | [ 21 ]        |
| 17 aprile 2000   | 14 maggio 2001   | Paolo Morisani             |                             | Commissario prefettizio   | [ 22 ]        |
| 14 maggio 2001   | 30 maggio 2006   | Lorenzo Domenico Stelitano | Forza Italia                | Sindaco                   | [ 23 ]        |
| 30 maggio 2006   | 17 maggio 2011   | Agostino Zavettieri        | Lista civica                | Sindaco                   | [ 24 ]        |
| 17 maggio 2011   | 6 giugno 2016    | Agostino Zavettieri        | Lista civica                | Sindaco                   | [ 26 ]        |
| 6 giugno 2016    | 5 ottobre 2021   | Pierpaolo Zavettieri       | Lista civica                | Sindaco                   | [ 28 ]        |
| 5 ottobre 2021   | in carica        | Pierpaolo Zavettieri       | Lista civica                | Sindaco                   | [ 30 ]        |